# Шерали (село)
Шерали (кирг. Шералы) — село в Кара-Сууском районе Ошской области Кыргызстана. Входит в состав Сары-Колотского айылного аймака.

## География
Село расположено в северо-западной части области, на расстоянии приблизительно 12 километров (по прямой) к юго-востоку от города Кара-Суу, административного центра района.

## Население
Согласно оценочным данным Национального статистического комитета Кыргызской Республики, численность населения села на начало 2023 года составляла 3021 человек.
| год     | 2009 | 2014 | 2015 | 2020 | 2021 | 2023 |
| ------- | ---- | ---- | ---- | ---- | ---- | ---- |
| человек | 1571 | 2154 | 2211 | 2826 | 2913 | 3021 |